# Ursula Wittwer-Backofen
Ursula Wittwer-Backofen (* 1957 in Essen) ist eine deutsche Anthropologin.

## Leben
Sie studierte Biologie, Chemie und Vorderasiatische Archäologie an der Freien Universität Berlin sowie in Mainz und Heidelberg. 1982 erlangte sie das Diplom in Biologie. Von 1982 bis 1990 war sie wissenschaftliche Mitarbeiterin an den Universitäten Mainz und Heidelberg. 1987 wurde sie in Mainz mit einer Dissertation zum Thema Paläodemographie promoviert. Von 1990 bis 1999 war sie Hochschulassistentin an der Universität Gießen. Nach der Habilitation 1998 Anthropologie/ Humanbiologie in Gießen war sie von 1999 bis 2002 am Max-Planck-Institut für demografische Forschung tätig. Ab Ende 2001 bis zum Eintritt in den Ruhestand war sie C3-Professorin für Biologische Anthropologie an der Albert-Ludwigs-Universität Freiburg. 
Ursula Wittwer-Backofen arbeitet insbesondere auf dem Fachgebiet Forensische Anthropologie. Als Expertin für Gesichtsweichteilrekonstruktionen war sie maßgeblich an dem Projekt „Der Friedrich-Schiller-Code“ beteiligt, das bis 2008 vom MDR-Landesfunkhaus Thüringen und der Klassik Stiftung Weimar durchgeführt wurde. Sie ist auch in den Bereichen Rekonstruktion von Lebenslaufdaten unbekannter Toter zwecks Identifizierung, Sterbealtersbestimmung, histologische Zahnzementanalysen sowie Täteridentifizierung im Bildvergleich tätig.

## Schriften (Auswahl)
- Siedlung und Friedhof, eine methodische Studie zur Aussagekraft demographischer und paläodemographischer Parameter bei kleinen Populationen. 1987, OCLC 256228012.
- Disparitäten der Alterssterblichkeit im regionalen Vergleich. Biologische und sozioökonomische Determinanten. Regionale Studie für den Raum Hessen. Wiesbaden 1999, OCLC 722501684.
- mit Gisela Grupe, Kerrin Christiansen, Inge Schröder: Anthropologie: Einführendes Lehrbuch. 2. Auflage. Springer, Berlin 2012, ISBN 978-3-642-25152-8.